# Bianca Kajlich
Bianca Maria Kajlich (ur. 26 marca 1977 roku w Seattle) – amerykańska aktorka.
Wystąpiła m.in. jako Sara Moyer w horrorze Halloween: Resurrection (2002) oraz w serialu młodzieżowym Kevina Williamsona Jezioro marzeń (Dawson's Creek, 2002–2003) jako Natasha Kelly. Od końca 2006 roku żona Landona Donovana, amerykańskiego piłkarza. Od lipca 2009 są w separacji. Obecnie wciela się w postać Jennifer w sitcomie stacji CBS Sposób użycia (Rules of Engagement).